# Miroljub Jevtić
Miroljub Jevtić (Vranje, 1955) è un politologo serbo, professore di "Politologia della religione" all'Università di Belgrado.
Si è laureato alla Facoltà di scienze politiche, Università di Belgrado.
Laurea Master's Degree alla Scuola di Legge, Università di Belgrado, Tesi: "Visione islamica della guerra e ruolo della Conferenza islamica nel mantenimento della pace".
PhD alla Facoltà di scienze politiche, Università di Belgrado, Serbia
Tesi: "Jihad contemporanea e la guerra"
Fondatore e capo editore della rivista "Politologia della religione" la prima rivista scientifica globale che tratta la disciplina "Politologia della religione".
Primo articolo è stato pubblicato nel 2007 a Belgrado, Serbia, da parte del “Centro per gli studi della religione e tolleranza religiosa”.
Ha iniziato il suo lavoro alla Facoltà di scienze politiche dell'Università di Belgrado nel 1983 come assistente; nel 1988 è diventato docente, nel 1993 Professore straordinario e nel 1998 Professore di Religione e politica.

## Opere

### Pubblicazioni
Il professor Jevtić è autore della monografia dedicata alla Jihad nei Balcani. È stata la prima pubblicazione del genere nel campo della sua disciplina.
Il professor Jevtić è stato il primo nell’Europa orientale a introdurre Scienza politica della religione (oppure Politologia della religione) nel curriculum della Facoltà di scienze politiche. È autore del termine "Al Qaeda bianca".

### Libri
- Religion and Politics – Introduction to Politicology of Religion; Institute for Political Studies and Faculty of Political Science; Belgrade, Serbia; 2002; ISBN 86-7419-048-0.
- Modern Jihad as War; First Edition – 1989; Nova Knjiga, Belgrade, Serbia; ISBN 86-7335-052-2; Second Edition – 1995; Grafomotajica, Prnjavor, Bosnia and Herzegovina; ISBN 86-7116-001-7; Third Edition – 2001; Nikola Pašić, Belgrade, Serbia; ISBN 86-7987-010-2.
- From the Islamic Declaration to the Religious War in Bosnia and Herzegovina; First Edition – 1993; Filip Višnjić, Belgrade, Serbia; ISBN 86-7363-125-4; Second Edition – 1995; Grafomotajica, Prnjavor, Bosnia and Herzegovina; ISBN 86-7116-002-5.
- Albanians and Islam – 1995; Grafomotajnica, Prnjavor, Bosnia and Herzegovina; ISBN 86-7116-003-3.
- Islam in the Works of Ivo Andrić – 2000; Private Edition, Prosveta Internacional, Belgrade, Serbia.
- All Our Delusions – 1998; Private Edition, Prosveta Internacional, Belgrade, Serbia.
- Islam and Geo-Political Logic – 1995; Co-Authored With Others; Koving-Inžinjering, Belgrade, Serbia.
- The crime Awaits the Punishment – 1997; Co-Authored With Others; Megilot Publishing, Olet Press/ Imel Publishing, (Novi Sad, Srpsko Sarajevo); ISBN 86-7170-001-1.
- Muslems between Religion and Nation – 1996; Co-Authored with Others; People and University Library Petar Kocić, Banja Luka, Bosnia and Herzegovina; ISBN 86-7044-030-X.